# José Manuel Guerreiro Santana
 (avril 2018).
Si vous disposez d'ouvrages ou d'articles de référence ou si vous connaissez des sites web de qualité traitant du thème abordé ici, merci de compléter l'article en donnant les références utiles à sa vérifiabilité et en les liant à la section « Notes et références ».
José Manuel Guerreiro Santana, née le 17 mai 1957 à Lisbonne, est un karatéka portugais, deux fois champion du monde en Kumite.

## Biographie
José Santana a commencé la pratique des arts martiaux à quatorze ans avec le maître de Karaté Shotokan Luis Cunha, dans le Ginásio Clube Português, à Lisbonne. Sur le conseil d'un ami, il s'essaie à la pratique de Goju-ryu Seigokan à l'école de Budo, créée par Sensei Mitsuharu Tsuchiya. Après avoir vu le maître 4e dan Katsumune Nagai, quatre fois vainqueur des championnats inter-états du Japon de Seigokan, il se destine à ce style de karaté. 
Sa puissance lui permet également de pratiquer la boxe, obtenant deux années consécutivement le titre national de sa catégorie. Il obtient aussi une sélection pour les Jeux olympiques de 1980 à Moscou, compétition qu'il ne dispute pas.
Avec le retour de Nagai au Japon, il interrompt de manière temporaire la pratique du Seigokan et pratique le taekwondo au Sporting Clube de Portugal sous la conduite de maître Chung Sun Yong, 9e dan, obtenant un troisième titre national après ses deux premiers en boxe. Il effectue de nombreux séjours à l'étranger, cinq au Japon et d'autres à Macao, où il coexiste avec la multi-championne du monde de kata Atsuko Wakai. Il renoue également avec le style Seigokan en participant à des stages, des compétitions, dans le but d'obtenir ses grades dan au Honbu dojo de Seigokan, dans la ville de Himeji au Japon.
En 1998, il devient champion du monde de karaté Seigokan en Kumité et vice-champion du Monde en Kata. Il obtient un nouveau titre mondial en Kumité en 2004. L'année 2008 marque une étape importante dans sa carrière avec l'obtention de sa 6e dan et l'attribution du titre de Shihan. Il est également nommé instructeur en chef pour le style Seigokan au Portugal et en Europe, honneur généralement réservé à des maîtres japonais.
En 2012, il est nommé par le collectif des maîtres japonais de Seigokan lors la réunion annuelle au Hombu dojo à Himeji, et introduit en tant que membre du Conseil d'administration de la Nippon Seigokan.
En juillet 2017, lors de l'examen effectué au Budokan à Himeji, Japon, sous la supervision d'un jury composé de plusieurs grands maîtres de la Seigokan détenteurs de 8e dan, il obtient sa 7e dan.